# Dmitri Shishkin
Dmitri Shishkin (en ruso: Дмитрий Игоревич Шишкин o Dmitri Ígorevich Shishkin; 12 de febrero de 1992) es un pianista clásico ruso. Conocido por ganar el 5.º Concurso Internacional de Televisión Cascanueces para Jóvenes Músicos.
Shishkin nació en Cheliábinsk. En 2015, se graduó en el Conservatorio de Moscú donde estudió con Elisó Virsaladze. Fue galardonado con el sexto premio en el XVII Concurso Internacional de Piano Chopin en 2015. En 2018, ganó el 1er premio en el Concurso Internacional de Música de Ginebra. En 2019, obtuvo el segundo premio en el XVI Concurso Internacional Chaikovski.